# Condado de Haskell (Kansas)
O Condado de Haskell é um dos 105 condados do estado americano de Kansas. A sede do condado é Sublette, e sua maior cidade é Sublette. O condado possui uma área de 1 496 km² (dos quais 1 km² estão cobertos por água), uma população de 4 307 habitantes, e uma densidade populacional de 3 hab/km² (segundo o censo nacional de 2000). O condado foi fundado em 23 de março de 1887.